# 阿爾茲河
47°39′21″N 02°06′40″W / 47.65583°N 2.11111°W
阿爾茲河是法國的河流，位於該國西北部莫爾比昂省，發源自普洛德朗，河道全長66公里，流域面積270平方公里，平均流量每秒2.26立方米。

## 外部連結
- http://www.geoportail.fr （页面存档备份，存于）
- The Arz at the Sandre database （页面存档备份，存于）